# 아딸
아딸은 대한민국 떡볶이 프랜차이즈다. 2021년, 국내 총 32개의 점포가 있다.

## 역사
- 1972년 : 문산튀김집 오픈(아딸의 아버지 이영석)
- 2000년 : 금호동 분식집 오픈
- 2002년 4월 : 이화여대 입구 '아버지 튀김 딸 떡볶이'오픈, 이영석 허브튀김가루, 허브탕수육개발[1]
- 2002년 5월 : 떡볶이 프렌차이즈 사업 시작
- 2003년 7월 : 창업자 이현경 '아딸' 상표 등록
- 2007년 4월 : (주)오투스페이스 법인 전환(이현경 아딸 창업자 감사 이사 주주 취임)
- 2011년 7월 : 아딸 중국 북경1호점(우다커우점)오픈
- 2015년 2월 : 오투스페이스 이경수 대표 횡령사건으로 구속
- 2015년 8월 : 주식회사 아딸 설립. '아딸'의 리브랜딩 시작
- 2017년 5월 25일 : 오투스페이스, 이현경에 상표권 소송 패소. 오투스페이스는 감탄떡볶이로 브랜드 변경.